# Integralisme
Integralisme was een reactionaire stroming onder katholieken in het begin van de 20e eeuw die de vragen van het leven vanuit het geloof wilden oplossen en vasthielden aan de kerkelijke tradities. Deze stroming geldt als tegenhanger van het modernisme.

## Achtergrond
Het integralisme beperkte zich niet tot het theologische domein, maar sloot veelal ook het maatschappelijke terrein van de politiek en economie in. De stroming keerde zich niet alleen tegen de toepassing van wetenschappelijke (tekst)kritiek op de Bijbel en tegen moderne oecumenische tendensen, maar verdedigde in landen als Frankrijk en Spanje ook het klerikalisme tegen het liberale laïcisme. In het verlengde daarvan was zij tegenstander van de principiële scheiding tussen kerk en staat. Maatschappelijke ontwikkelingen als de opkomst van vakbonden, en soms het algemeen kiesrecht voor vrouwen, wees een groot deel van de integralisten af. Op economisch gebied vormde het integralisme de sociale leer van de Kerk om tot een ondemocratische variant van het solidarisme.
Boegbeeld van het integralisme was Mgr. Benigni (1862-1934), die verbonden was aan de pauselijke staatssecretarie in het Vaticaan en in 1906 het Sodalitium Pianum ("Verbond van Pius [V]") oprichtte. Dit verbond genoot de gunst van enkele kardinalen, waaronder Kardinaal Merry del Val, en Paus Pius X gaf ook een voorzichtige goedkeuring. Sodalitium Pianum voerde, met behulp van een reeks tijdschriften, strijd tegen te ver gaand interconfessionalisme, laïcisme, syndicalisme, coëducatie, feminisme, letterkundig modernisme, ascetisch modernisme en de scheiding tussen Kerk en staat. Benigni richtte in 1907 het weekblad Correspondenza Romana op. In verschillende landen werden periodieken van dezelfde strekking opgericht. De voornaamste hiervan zijn: Die Petrusblätter (Trier), Kölner Korrespondenz, Der Gral (Oostenrijk), Correspondance catholique (België) en in Nederland onder leiding van lector M.A. Thompson Rome, dat van 1912 tot 1915 verscheen.
Het integralisme, als uitwas van de kritiek op het modernisme, werd door paus Benedictus XV beëindigd met zijn eerste encycliek Ad Beatissimi Apostolorum (1914), waarin de paus eveneens de theologie van het modernisme bekritiseerde. Het Sodalitium Pianum werd daarna in zijn werkzaamheden beperkt en uiteindelijk op 25 november 1921 opgeheven; in 1943 rolde de Duitse nationaalsocialistische Gestapo in Noord-Italië een laatste "reaktionär-katholische" Sodalitium-cel op (de extreme nazi's zagen deze klerikale restgroep als anti-Duits). Het integralisme werkt door in standpunten van de hedendaagse traditionalisten. De term "integralisme" voor de theologische variant stamt pas uit 1947.

## Economie
Het integralisme gelooft dat de samenleving een organische eenheid is. Integralisme roept op tot een verregaande samenwerking tussen werknemers en werkgevers en de oprichting van arbeidersraden per bedrijf of instelling waarbinnen werknemers- en gevers gezamenlijk een oplossing moeten vinden voor interne problemen binnen het bedrijf of de instelling. Vakbonden per bedrijfstak wijzen integralisten af. Hierin wijkt het integralisme af van het - al dan niet katholiek geïnspireerde - corporatisme dat de vorming van beroepsgroepen voorstaat (overkoepelende beroepsgroepen per sector, geen arbeidersraden per bedrijf/instelling).

## Term
Als tegenhanger van het modernisme, is het integralisme net als het modernisme zelf moeilijk eenduidig te omschrijven. De term integralisme heeft overigens pas na de Tweede Wereldoorlog ingang gevonden en is altijd omstreden gebleven, omdat ze te generaliserend zou werken. Kardinaal Suhard, aartsbisschop van Parijs, publiceerde in 1947 een rondschrijven met de titel "Essor ou déclin de l'Église": "L'essor exigeait d'exclure deux opinions unilaterales, antagonistes et contradictoires - le modernisme et l'integrisme - pour tracer une voie médiane, seul orthodoxe." Hierin beschreef de kardinaal het radicale anti-modernisme van de integralisten als een dwaling, net als het modernisme dat in zijn ogen was. De tussenweg tussen beide was de enige rechtzinnige weg.

### Afwijzing door de Kerk
De term integralisme is inmiddels een aanvaarde uitdrukking geworden. Paus Johannes Paulus II hield op 1 juni 1980 in Lisieux een toespraak tot de Franse bisschoppen, waarin hij voor nieuwe dwalingen waarschuwde: "Il s'agit ici de deux tendances bienconnues; le progressisme et l'integrisme." Dit gevaar van de extremen progressisme (modernisme) en integrisme herhaalde de paus ook voor de jezuïeten op 27 februari 1982. Naar aanleiding van het feest van HH. Cyrillus en Methodius sprak Johannes Paulus II inzake de Europese Grondwet over het verzwijgen van de christelijke Europese identiteit in het ontwerp. Daarbij meende paus Johannes Paulus II, dat het dubbele gevaar voor Europa en de Kerk bestaat uit een ideologisch laïcisme en een sektarisch integrisme. Het woord intégrisme in het Frans betekent echter principieel en generaliserend alle religieus extremisme, en kan dus niet opgevat worden als een verwijzing naar de Sodalitium Pianum of zelfs hedendaagse katholieke traditionalisten, en zeker niet naar het integralismo van de Braziliaanse staat in de jaren 40, hoewel critici van de traditionalisten dit ondanks weerleggingen blijven doen.
Het maatschappelijk integralisme wordt door de Katholieke Kerk veroordeeld, omdat het zich vooral baseert op een "reactionair" politiek wereldbeeld in plaats van op de (theologische) boodschap van de Kerk. Het maakt van de paus een heerser over de Kerk, die politieke legitimiteit heeft buiten de Kerk en de gelovigen. De kern van het integralisme impliceert - en expliceert regelmatig - dat de Kerk naast haar heilsopdracht een inherent politieke opdracht heeft. Deze naturalistische politieke theologie keerde zich vaak onder meer tegen het democratische bestel. De Kerk wijst de integralistische ideologie thans veelal af, laatstelijk nog in de encycliek Deus Caritas Est van paus Benedictus XVI, waarin deze zich uitspreekt voor de verantwoordelijkheid van de leek (en niet de clericus) in het politieke domein als consequente liefdesdienst van de Kerk aan de wereld.
Toch kan men deze boodschap niet al te strikt interpreteren, zoals sommige liberale katholieken trachten te doen, want Vaticaanstad verbindt zelf ook de wereldlijke met de geestelijke macht in haar staatsbestel waarin de paus zowel hoofd van de staatsgodsdienst als van de staat zelf is. Ook andere religieuzen, zoals Marie-Dominique Philippe van de Congregatie van Sint-Jan, waarschuwen overigen voor het fideïstische gevaar van het integralisme (dat zij dan vaak verbinden aan het omstreden traditionalisme).

### Neo-integralisme en Traditionalisme
Onder de pontificaten van pausen Benedictus XV en Pius XI bleef de beweging van de integralisten bestaan, maar op academisch gebied wonnen de modernisten steeds meer aan terrein. Politiek gezien wonnen aanvankelijk juist de integralisten in Latijns-Amerika aan terrein, waar geloof en politiek samengingen. Op theologisch vlak was er een korte herleving van het integralisme na de encycliek Humani generis van Pius XII in 1950.
Na het Tweede Vaticaans Concilie (1962-1965) kwam het tot een opleving van met name modernistische, maar zeker ook integralistische tendensen. Deze laatsten zouden volgens tegenstanders worden vertegenwoordigd door de na-conciliaire beweging van de traditionalisten, waarvan de aanhangers van aartsbisschop Marcel Lefebvre de bekendste zijn. Dit traditionalisme gaat, volgens haar tegenstanders althans, vaak vergezeld van fideïstische opvattingen over het geloof en de geloofsleer. Toch bestaan er zeer grote verschillen tussen het integralisme en het traditionalisme. Zo is het hedendaags traditionalisme veelal exclusief dogmatisch-theologisch en liturgisch en verschillen onderlinge politieke inzichten van traditionalisten ten zeerste, zij rangeren van christendemocratie tot centralistisch monarchisme.
Terwijl het historische theologische "integralisme" de steun genoot van de heilige paus Pius X, en in mindere mate ook van paus Pius XII, en daarbij de fundamenten voor de beweging in het Vaticaan al onder paus Leo XIII gelegd werden, werkt vooralsnog het huidige traditionalisme, hoewel theologisch aan het theologische integralisme verwant, vaak in oppositie tegen de hedendaagse autoriteiten in het Vaticaan of toch zeker vooral tegen de lokale, vaak veranderingsgezinde en progressistische bisschoppen die merendeels een al dan niet vergaande modernisering van structuur en liturgie toegedaan zijn en geen conservatieve tegenspraak accepteren.
De verbinding van het zogenaamde theologische traditionalisme van de beweging rond Lefebvre met het historische integralisme op politiek vlak, blijft controversieel. Veel kritische toehoorders menen dat de verwijten van de anti-traditionalisten gericht zijn op een politisering van hun vaak louter theologische traditionalistische tegenstanders, en dat dus de aanklacht "integralisme" vaak pejoratief en beschadigend bedoeld is, zonder dat het de daadwerkelijke politieke lading van de tegenstanders - die politiek zeer verscheiden zijn en van links tot rechts gaan - dekt.

## Politiek integralisme
Het politiek integralisme heeft doorgaans met de theologisch-ecclesiale stroming weinig te maken; het gaat om twee verschillende concepten.

### Brazilië
Het Braziliaanse Integralisme werd gesticht door Plínio Salgado, een fascist die zich sterk identificeerde met de Duitse dictator Adolf Hitler. Het grootste verschil tussen het Braziliaanse integralisme en het Duitse nationaalsocialisme was evenwel dat Salgado niet alleen de rassenleer en het antisemitisme verwierp, maar zelfs streefde naar 'Eenmaking van alle rassen en naties'. Dit bracht Salgado weer in conflict met de antisemitische militieleider Gustavo Barroso. De Braziliaanse integralisten werden gesteund via de Italiaanse ambassade in Rio de Janeiro. De Braziliaanse integralisten waren voorstanders van het zgn. localisme (lokale autonomie voor dorpen, plaatselijke radiozenders en arbeidersraden), wat weer een verschilpunt is met het Duitse en Italiaanse fascisme, die juist streven naar een autoritaire en centralistische staat.
De Braziliaanse integralisten werkten nauw samen met president Getúlio Vargas, maar de integralistische partij werd in 1938 verboden, toen de integralisten een mislukte coup uitvoerden. De hierna opgerichte Partij van Volksvertegenwoordiging handhaafde het integralistische program, maar schafte de insignes, militie en saluut af.

### Frankrijk
Het Franse Integralisme vond zijn oorsprong onder de oud-frontsoldaten uit de Eerste Wereldoorlog, politiek teleurgestelden en leden van de Action Française. François de la Rocque (1885-1946), een oorlogsveteraan, richtte samen met anderen de Croix de Feu ('Kruis van Vuur') op. De Croix de Feu geleek sterk op de al bestaande Action Française. Na het Stavisky Schandaal in 1934, protesteerde de Croix de Feu krachtig tegen de corruptie binnen de Franse politiek. Maar de aanhang van de Croix de Feu daalde snel. In 1936 werd zij door de Franse Volksfront regering verboden. De la Rocque richtte daarna nog de Parti Social Français (PSF) op, die veel corporatistische en solidaristische trekken had.